# Västra Frölunda
Västra Frölunda är en kommundel i sydvästra delen av Göteborgs stad som under olika tidsperioder utgjort olika administrativa enheter.

## Fastighetsregistreringsområde
Fram till 1945 ingick fastigheterna i området i jordebok/jordregistret for Västra Frölunda socken, till vilken även vissa fornminnen fortsatt redovisas.
Från 1945 ingår de i fastighetsregistret för Göteborgs stad/Göteborgs kommun. De finns där registrerade, inom stadsdelarna Älvsborg, Fiskebäck, Högsbo, Järnbrott, Näset, Rud, Tynnered och Önnered.

## Svenska kyrkans församlingar/Folkbokföringsområden
Västra Frölunda församling utgjorde före 1963 hela området. 1963 utbröts därur Högsbo församling och 1967 Älvsborgs församling och Tynnereds församling varur Näsets församling utbröts 1995. Folkbokföringen skedde till 1991 per församling, men från 1971 parallellt och primärt per Göteborgs kommun. Från 1991 till 2016 utgjorde församlingarna enbart ett redovisningsområde för befolkningen och för det ändamålet tar distrikten över från 1 januari 2016 (Västra Frölunda distrikt, Högsbo distrikt, Älvsborgs distrikt, Tynnereds distrikt och Näsets distrikt.

## Kommuner
Från 1863 till 1945 omfattade Västra Frölunda landskommun hela området. Därefter ingick området i Göteborgs stad till 1971 och ingår sedan dess i Göteborgs kommun. Mellan 1989 och 2011 i stadsdelsnämndsområdet Frölunda. Från 2011 inom stadsdelsnämndområdena Askim–Frölunda–Högsbo och Västra Göteborg.

## Postort
Västra Frölunda (postort) är en postort som omfattar området.

## Samhällsservice
Den 1 januari 1990 delades Göteborg upp i 21 stadsdelsnämndsområden, var och en styrd av en politisk nämnd, SDN. Sedan den 1 januari 2011 ingick Frölunda i det nya stadsdelsnämndsområdet Askim-Frölunda-Högsbo.
Stadsdelsnämnden hade ansvaret för vissa kommunala åtaganden för medborgare inom stadsdelsnämndsområdet. Nämnden ansvarade för barnomsorg, skola, handikappomsorg, äldreomsorg, individ- och familjeomsorg, bibliotek, fritidsverksamhet med bland annat Frölunda kulturhus som innefattar bland annat Frölunda bibliotek. Frölunda stadsdelsnämnd hade även en del uppgifter som riktade sig till övriga stadsdelsnämnder i Göteborg, så kallade resursnämndsuppgifter. Nämnden ansvarade bland annat för elevutbyte och lärarutbyte mellan nordiska länder. Vid årsskiftet 2020/2021 ersattes stadsdelsförvaltningarna med sex fackförvaltningar. Stadsdelsnämndsområdena ersattes då av Göteborgs stadsområden. Det nya stadsområdet Göteborg Sydväst omfattar de tidigare stadsdelsnämnderna Askim-Frölunda-Högsbo samt Västra Göteborg.

### Sjukvård
Frölunda Specialistsjukhus från 1968 är Frölundas dominerade höghus. 

### Utbildning
- Frölundaskolan (tidigare Järnbrottsskolan) är en grundskola för årskurs F-9.
- Björkåsskolan och Slottsbergsskolan är grundskolor för årskurs F-5.
- Frölundagymnasiet var en nu nedlagd kommunal gymnasieskola.

### Kultur
Nära Frölunda torg ligger Frölunda kulturhus, invigt 1980, med Frölundabadet, gym och sporthallar, bibliotek, samt utrymmen för olika kulturarrangemang och utställningar. Invid Frölunda kulturhus finns också Kulmus (Kulturskolan i Västra Göteborg). På Mandolingatan finns fritidsgården 1200 kvadrat.
Kristian Anttila har gjort en låt med titeln Västra Frölunda.